# Conquistador
Conquistadorer ("erobrere") er en betegnelse om soldater og opdagelsesrejsende fra det spanske imperium eller portugisiske imperium med rødder på den iberiske halvø, der ankom til Amerika, Afrika og Asien. De koloniserede en stor del af verden i 1500-, 1600- og 1700-tallet.
Den typiske "conquistador" er gerne blevet fremstillet som spanske adelsmænd til hest og med puf-ærmer, sværd og brystkyras og den typiske morion-hjelm på hovedet, loyal over for den spanske krone, som havde sendt dem ud for at hente rigdomme til Spanien. Det er af flere grunde ikke en dækkende beskrivelse.

## Historie
Omkring år 1500 var den iberiske halvø delt i fire kongeriger: Aragonien (nogenlunde svarende til det der i dag er Catalonien), Kastilien, det lille baskiske kongerige Navarra, og Portugal. I år 1492 have den kastiliansk/aragonske alliance overvundet det sidste mauriske kongerige Granada, og Navarra blev i 1512 indlemmet i Aragonien. På grund af ægteskabet mellem dronning Isabella af Kastilien og kong Ferdinand af Aragonien tilfaldt de tre riger i 1516 deres dattersøn Carlos, og kongeriget Spanien var samlet.
Conquistadorerne var altså ikke spaniere, men de kom fra den hispaniske eller iberiske halvø. De var kastilianere, aragonesere og baskere, og de talte som spaniere i dag, forskellige sprog og havde forskellige traditioner. I den 500 år lange kamp mod maurerne havde spanierne opbygget et feudalt system, hvor adelsmænd stod for opbygningen af mindre hære til den fælles kristne hær. En hær var altså ikke først og fremmest loyal over for en nation, men over for den adelsmand, der ledte dem. Det gjaldt også conquistadorerne.
Den gruppe mænd, som var med på de 11 skibe, der udgjorde Hernán Cortés' ekspedition, var ikke en homogen gruppe. Det var en gruppe herremænd, hvoraf nogle var adelige hidalgoer og næsten ligestillede med Cortés (som var ekspeditionens leder i kraft af sine penge og forbindelser), og andre var længere nede af den feudale rangstige, og deres respektive hushold af tjenere, pager og lejesoldater, og sømænd. Alle var på jagt efter at stige op ad rangstigen og sikre sig nogle af de privilegier og rigdomme i form af guld og nye jordbesiddelser, som var kolonisationens drivkraft. De forskellige herremænds status fremgår af Bernal Díaz del Castillos beskrivelse af, hvordan der var forskel på deres hushold, hvoraf nogle som Alvarado-brødrene havde bemandet deres egne skibe og medbragte heste og slaver. Flere medlemmer af ekspeditionen kunne således have afrikanske rødder, nogle som pager og slaver og andre som frie mænd, en af dem var den tidligere slave Juan Garrido.
Den første spanske erobring i Amerika var øen Hispaniola. Derfra erobrede Juan Ponce de León Puerto Rico og Diego Velasquez indtog Cuba. Den første bebyggelse på fastlandet var Darién i Panama, bosat af Vasco Núñez de Balboa i 1512.
Den mest succesrige conquistador var Hernán Cortés, der i 1520-1521 sammen med indianske allierede løb det aztekiske rige over ende og dermed gjorde Mexico (på den tid Nyspanien) til en del af det spanske rige. Francisco Pizarros erobring af Inka-riget var af tilsvarende vigtighed.
Dernæst medførte rygterne om de gyldne byer (Cibola i Nordamerika og El Dorado i Sydamerika), at flere ekspeditioner blev udsendt, men mange af dem vendte tilbage uden at have nået deres mål, men konstateret at det var af langt mindre værdi end håbet.
Nogle spaniere, især præsten Bartolomé de las Casas, forsvarede den indfødte indianske befolkning mod conquistadorernes misbrug.
Den indfødte befolkning blev behandlet grusomt af mange conquistadorer i de områder, som conquistadorerne besøgte eller erobrede; indbyggerne blev dræbt, gjort til slaver eller misbrugt på anden vis. I 1542 vedtog man nogle nyspanske koloniale love for at beskytte indianerne. I 1552 udgav Bartolomé de las Casas Kortfattet beretning om ødelæggelsen af Vestindien (Brevísima relación de la destrucción de las Indias), som af Spaniens rivaler, blev brugt til at kritisere Spaniens rolle.

## Kendte conquistadorer
Herunder en oversigt over conquistadorer og andre spanske opdagelsesrejsende, med angivelse af periode og erobret eller opdaget sted:
- Diego de Almagro – Peru (1524-1535), Chile (1535-1537)
- Pedro de Alvarado – Mexico (1519-1521), Guatemala (1523-1527), Peru (1533-1535), Mexico (1540-1541)
- Lucas Vásquez de Ayllón – USA's østkyst (1524-1527)
- Vasco Núñez de Balboa – Panama (1510-1519)
- Sebastián de Benalcázar – Ecuador og Colombia (1533-1536)
- Álvar Núñez Cabeza de Vaca – det sydvestlige USA (1527-1536), Sydamerika (1540-1542)
- Hernández de Córdoba – Yucatán-halvøen (1517)
- Francisco Vásquez de Coronado – det sydvestlige USA (1540-1542)
- Hernán Cortés – Mexico (1518-1522), Honduras (1524), Californiske Halvø (1532-1536)
- Juan de Grijalva – Yucatán-halvøen (1518)
- Gonzalo Jiménez de Quesada – Colombia (1536-1537), Venezuela (1569-1572)
- Francisco de Montejo – Yucatán-halvøen (1527-1546)
- Pánfilo de Narváez – Florida (1527-1528)
- Diego de Nicuesa – Panama (1506-1511)
- Cristóbal de Olid – Honduras (1523-1524)
- Francisco de Orellana – Amazonfloden (1541-1543)
- Francisco Pizarro – Peru (1509-1535)
- Gonzalo Pizarro – Peru (1540-1542)
- Juan Ponce de León – Puerto Rico (1508), Florida (1513 og 1521)
- Hernando de Soto – det sydøstlige USA (1539-1542)
- Martin de Ursua – Peten-provinsen i Guatemala (1696-1697)
- Pedro de Valdivia – Chile (1540-1552)
- Diego Velasquez de Cuellar – Cuba (1511-1519)